# Alfred Assolant

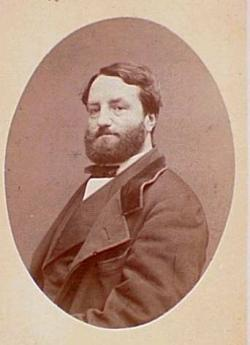
Schriftsteller Alfred Assolant

Jean Baptiste Alfred Assolant (* 20. März 1827 in Aubusson; † 3. März 1886 in Paris) war ein französischer Schriftsteller.

## Leben
Alfred Assolant wirkte seit 1847 eine Reihe von Jahren in Paris und anderen Städten als Lehrer, wandte sich dann, eine freiere Existenz suchend, nach Nordamerika, kehrte aber bald enttäuscht nach Paris zurück und veröffentlichte hier unter dem Titel: Scènes de la vie des États-Unis (1859) mehrere Novellen, die durch die Lebhaftigkeit der Darstellung und Lokalfarbe allgemeines Aufsehen erregten.
In rascher Folge erschienen nun neue Romane und Erzählungen, in denen freilich eine gewisse Gleichgültigkeit gegen Ordnung und Ebenmaß sowie Vorliebe für paradoxe Behauptungen und exzentrische Geistessprünge immer stärker hervortraten.
Er trat als politischer Schriftsteller, mehr und mehr verbittert, vor allem in den Organen der Kommunepartei auf, wie er denn auch seinem Deutschenhass (Le docteur Judassohn) bei jeder Gelegenheit Luft zu machen pflegte.

## Werke (Auswahl)

### Belletristik
- Scènes de la vie des États-Unis, Acacia, les butterfly, une fantasie américaine, Paris 1859
- Brancas, Paris 1859
- Deux amis en 1792, Paris 1859 (dt. Zwei Freunde im Jahre 1792, 1863)
- Histoire fantastique du célèbre Pierrot écrite par le magicien Alcofribas, 1860
- Les aventures de Karl Brunner, Paris 1860
- Marcomir, histoire d'un étudiant: Roman, Paris 1862.
- Aventures merveilleuses mais authentiques du capitaine Corcoran, Paris 1867 (dt. Die wunderbaren, aber wahrhaftigen Abenteuer des Kapitäns Corcoran)
- François Bûchamor: récits de la vieille France, Paris 1872
- Rachel, histoire joyeuse, Paris 1874
- La croix des prêches, Paris 1877
- Pendragon, Paris 1881

### Politische Publikationen
- D'heure en heure, Paris 1862
- Vérité! Vérité!, Paris 1863
- Pensées diverses, impressions intimes, opinions et paradoxes de Cadet-Borniche: sonneur de cloches de la cathédrale de Felletin (Creuse) sur la poésie, la gymnastique, l'athétique, la physique, la métaphysique et l'hyperphysique et les sciences adjacentes et sous-jacentes, Paris 1864.